# Villa Collina
Villa Collina aan de Emmalaan 8 is een gemeentelijk monument in Baarn in de provincie Utrecht. Het huis staat in de villawijk Wilhelminapark die onderdeel is van het rijksbeschermd dorpsgezicht Prins Hendrikpark e.o.
De villa op de splitsing Emmalaan-De Beaufortlaan werd rond 1900 gebouwd. De oorspronkelijke baksteenornamenten zijn verdwenen onder een witte verflaag. 
De gevel aan de Emmalaan is symmetrisch, de houten portiek is verdwenen. 
De asymmetrische voorgevel, gericht op de Amsterdamsestraatweg, heeft rechts een topgevel en links een serre.